# Die Tribute von Panem L – Der Tag bricht an
Die Tribute von Panem L – Der Tag bricht an (Originaltitel: Sunrise on the Reaping) ist ein dystopischer Roman der amerikanischen Autorin Suzanne Collins. Es handelt sich dabei um ein Spin-off und Prequel von Die Tribute von Panem. Protagonist des Romans ist der aus der Panem-Trilogie bekannte Haymitch Abernathy. Das Buch spielt 24 Jahre vor den Ereignissen des ersten Romans und ist somit das zweite Prequel nach dem Lied von Vogel und Schlange aus dem Jahr 2020.
Der Roman erschien am 27. März 2025 auf Deutsch im Oetinger-Verlag mit einer Erstauflage von 300.000 Exemplaren. Knapp eine Woche zuvor erschien im amerikanischen Verlag Scholastic die englische Ausgabe. Der Tag bricht an verkaufte sich in der ersten Woche weltweit über 1,5 Millionen Mal und war damit das erfolgreichste Debüt eines Titels aus der Die-Tribute-von-Panem-Reihe.

## Handlung

### Teil 1 – Der Geburtstag
Haymitch lebt mit seiner Mutter und seinem jüngeren Bruder Sid im Saum, dem verarmten Bergarbeiterviertel von Distrikt 12. An seinem 16. Geburtstag findet die Ernte der 50. Hungerspiele statt, bei der doppelt so viele Tribute wie üblich ausgelost werden. Als der zweite männliche Tribut bei einem Fluchtversuch erschossen wird, kommt es zu einem Tumult, bei dem Haymitch sich einem Friedenswächter widersetzt, um seine Freundin Lenore Dove vor ihm zu beschützen. Haymitch wird daraufhin kurzerhand zum Tribut ernannt und die Ernte unter der Regie von Plutarch Heavensbee neu gefilmt.
Gemeinsam mit den anderen drei Tributen aus Distrikt 12 – Louella McCoy, Maysilee Donner und Wyatt Callow – wird er ins Kapitol gebracht. Bei der Wagenparade kommt es zu einem Unfall, bei dem Louella stirbt; Haymitch nimmt ihren Leichnam daraufhin mit und legt ihn vor Präsident Snow ab. Während der Trainingseinheiten versucht Ampert, ein Junge aus Distrikt 3, der zur Bestrafung seines Vaters Beetee zu den Hungerspielen geschickt wurde, Haymitch und die anderen aus Distrikt 12 für eine Allianz, genannt die „Newcomer“, zu gewinnen. Als Reaktion auf sein Verhalten bei der Wagenparade wird Haymitch von Präsident Snow zu einer Unterredung eingeladen, bei der dieser ihm droht, ihn eines besonders qualvollen Todes sterben zu lassen. Zudem stellt er ihm ein Double von Louella vor.

### Teil 2 – Der Schuft
Die neue Louella, ein unter Drogen gesetztes fremdes Mädchen, schließt sich den Tributen von Distrikt 12 an, die ihr den Namen „Lou Lou“ geben. In der folgenden Nacht präsentiert Beetee Haymitch einen Plan, die Arena zu zerstören: unterhalb der Arena befindet sich ein riesiger Wassertank, den Haymitch gemeinsam mit Ampert sprengen soll, sodass die Technik der Arena geflutet wird. Die notwendigen Utensilien werden als Andenken der Tribute getarnt in die Arena geschmuggelt. Nach den Interviews erhält Haymitch überraschend Unterstützung von Plutarch, der ein Telefonat mit Lenore Dove arrangiert und die Vermutung äußert, dass man in der Arena durch Bermen in das Untergeschoss gelangen kann.
Tags darauf beginnen die Hungerspiele. Die Tribute finden sich auf einer weitläufigen Blumenwiese wieder, die von einem Wald und einem Berg eingerahmt wird. Während zahlreiche Tribute von der Schönheit der Arena überwältigt das Startsignal verpassen, rennt Haymitch sofort los, sammelt Waffen und einen Rucksack ein und macht sich auf den Weg zum Wald, da er dort den Wassertank vermutet. Dort angekommen trinkt er vergiftetes Wasser aus einem Bach, kann sich aber mit Kohletabletten aus dem Rucksack retten. Nach dem ersten Tag sind bereits zwanzig Tribute tot. Am dritten Tag stößt Ampert mit den Sprengutensilien zu Haymitch; sie setzen den Plan in der folgenden Nacht in die Tat um, wobei Ampert von auf ihn programmierten Mutationen getötet wird. Die Arena hat zwar kurzzeitig Funktionsstörungen, funktioniert nach einem Neustart aber noch weitgehend. Aus der Ferne sieht Haymitch, wie sich der Berg als Vulkan entpuppt, der ausbricht.

### Teil 3 – Das Plakat
Haymitch versucht, weiter nach Norden zum Generator der Arena vorzudringen, scheitert jedoch an einem undurchdringlichen Heckenirrgarten. Als drei Karrieretribute ihn angreifen schafft Haymitch es, zwei von ihnen zu töten, der dritte wird im letzten Moment von Maysilee mit einem Giftpfeil getötet. Daraufhin schließen sich Haymitch und Maysilee zusammen. Bei der Flucht vor den letzten beiden Karrieretributen begegnen sie zufällig drei Spielmachern, die mit Reparaturarbeiten beschäftigt sind. Maysilee und eine Verfolgerin greifen die Spielmacher an und schaffen es, alle drei zu töten. Schließlich gelingt es Maysilee und Haymitch, mit einem Gasbrenner den Heckenirrgarten zu durchqueren; dort findet Haymitch eine meterhohe Abbruchkante vor, an deren unteren Ende sich der Generator befindet. Enttäuscht darüber, dass er ihn nicht erreichen kann, wirft Haymitch mehrere Steine in den Abgrund und stellt fest, dass sie von einem Kraftfeld zurückgeschleudert werden. Kurz darauf wird Maysilee von mutierten Flamingos getötet.
Zu diesem Zeitpunkt sind nur noch drei Tribute am Leben: Haymitch, die Karrieretributin Silka aus Distrikt 1 und Wellie aus Distrikt 6, das letzte noch lebende Mitglied der Newcomer. Haymitch schafft es, die völlig entkräftete Wellie zu finden, kann aber nicht verhindern, dass sie von Silka getötet wird. Im Kampf zwischen beiden flüchtet Haymitch an den Rand der Arena, wo Silka eine Axt nach ihm schleudert, ihn aber verfehlt. Die Axt fällt in den Abgrund, wird zurückgeworfen und landet in Silkas Schädel. Mit letzter Kraft baut Haymitch eine zweite Bombe und wirft sie in die Schlucht, wo sie explodiert, dann verliert er das Bewusstsein.
Als er erwacht, befindet sich Haymitch in einer Krankenstation, später wird er in das Apartment, in dem die Tribute aus Distrikt 12 vor den Hungerspielen gelebt haben, verlegt. Beim Siegerinterview wird ein Zusammenschnitt der Spiele gezeigt; es handelt sich dabei um jenen Zusammenschnitt, den Katniss und Peeta 25 Jahre später ebenfalls zu sehen bekommen sollten. Haymitch erfährt dabei das Schicksal seiner Mittribute, stellt aber fest, dass das Material manipulativ zusammengeschnitten wurde; so fehlen sämtliche von Haymitchs Störversuchen und die Attacke auf die Spielmacher.
Schließlich kommt Haymitch wieder in Distrikt 12 an. Dort findet er sein Elternhaus in Flammen stehend vor und erfährt, dass seine Mutter und sein Bruder bei dem Brand ums Leben gekommen sind. Beim Wiedersehen mit Lenore Dove stirbt diese an vergifteten Süßigkeiten, die sie kurz zuvor auf einer Wiese gefunden hat. Fortan isoliert sich Haymitch vollständig und entwickelt seinen aus der Haupttrilogie bekannten Alkoholismus. Während der Tour der Sieger versucht Plutarch ihn dazu zu überreden, weiter gegen das Kapitol und Präsident zu kämpfen.
In einem Epilog wird geschildert, wie Haymitch die heranwachsende Katniss erlebt hat, wie er nach der Revolution mit Katniss und Peeta seine schmerzhafte Vergangenheit teilt und in Gedenken an Lenore Dove Gänse züchtet.

### Tribute der 50. Hungerspiele
Die Farbe der Distriktnummer entspricht der Farbe, die dem Distrikt bei den 50. Hungerspielen zugeordnet ist; die Tribute sind in der Arena in der entsprechenden Farbe eingekleidet.
| Distrikt | Tribut            | Tod |
| -------- | ----------------- | --- |
| 1        | ♀ Silka           | Silka stirbt als letzter Tribut im finalen Kampf mit Haymitch. Sie schleudert eine Axt in das Kraftfeld um die Arena, von wo diese zurückgeworfen wird und in ihrem Kopf einschlägt. |
| 1        | ♀ Carat           | Stirbt am ersten Tag, nachdem sie giftige Früchte bzw. giftiges Wasser aus der Arena zu sich genommen hat. |
| 1        | ♂ Panache         | Wird am vierten Tag bei einer Attacke auf Haymitch von Maysilee getötet, die ihm mit einem Blasrohr einen mit Gift präparierten Pfeil in den Hals schießt. |
| 1        | ♂ Loupe           | Wird am zweiten Tag von Maysilee mit einem mit Gift präparierten Blasrohrpfeil getötet; er hatte sich mit Camilla von den anderen Karrieretributen getrennt. |
| 2        | ♀ Camilla         | Alle vier Tribute sterben durch den Vulkanausbruch in der dritten Nacht. |
| 2        | ♀ Nona            | Alle vier Tribute sterben durch den Vulkanausbruch in der dritten Nacht. |
| 2        | ♂ Alpheus         | Alle vier Tribute sterben durch den Vulkanausbruch in der dritten Nacht. |
| 2        | ♂ Janus           | Alle vier Tribute sterben durch den Vulkanausbruch in der dritten Nacht. |
| 3        | ♀ Coil            | Alle drei Tribute sterben durch den Vulkanausbruch in der dritten Nacht. |
| 3        | ♀ Dio             | Alle drei Tribute sterben durch den Vulkanausbruch in der dritten Nacht. |
| 3        | ♂ Lect            | Alle drei Tribute sterben durch den Vulkanausbruch in der dritten Nacht. |
| 3        | ♂ Ampert          | Wird in der dritten Nacht von fleischfressenden Eichhörnchen aufgefressen, nachdem er gemeinsam mit Haymitch die Arena sabotiert hat. |
| 4        | ♀ Maritte         | Wird am sechsten Tag von fleischfressenden Eichhörnchen aufgefressen, nachdem sie einen Spielmacher getötet hat. |
| 4        | ♀ Barba           | Beide werden am vierten Tag von Haymitch getötet, als sie diesen gemeinsam mit Panache angreifen. Barba stirbt durch einen Messerstich in den Bauch, Angler durch einen Axthieb in den Hals. |
| 4        | ♂ Angler          | Beide werden am vierten Tag von Haymitch getötet, als sie diesen gemeinsam mit Panache angreifen. Barba stirbt durch einen Messerstich in den Bauch, Angler durch einen Axthieb in den Hals. |
| 4        | ♂ Urchin          | Stirbt am ersten Tag, nachdem er giftige Früchte bzw. giftiges Wasser aus der Arena zu sich genommen hat. |
| 5        | ♀ Anion           | Ein Junge und ein Mädchen (nicht namentlich genannt) werden zu Beginn im Blutbad am Füllhorn getötet. Die anderen beiden Tribute sterben durch den Vulkanausbruch in der dritten Nacht. |
| 5        | ♀ Potena          | Ein Junge und ein Mädchen (nicht namentlich genannt) werden zu Beginn im Blutbad am Füllhorn getötet. Die anderen beiden Tribute sterben durch den Vulkanausbruch in der dritten Nacht. |
| 5        | ♂ Fisser          | Ein Junge und ein Mädchen (nicht namentlich genannt) werden zu Beginn im Blutbad am Füllhorn getötet. Die anderen beiden Tribute sterben durch den Vulkanausbruch in der dritten Nacht. |
| 5        | ♂ Hychel          | Ein Junge und ein Mädchen (nicht namentlich genannt) werden zu Beginn im Blutbad am Füllhorn getötet. Die anderen beiden Tribute sterben durch den Vulkanausbruch in der dritten Nacht. |
| 6        | ♀ Wellie          | Wellie stirbt als Vorletzte, unmittelbar vor dem finalen Kampf zwischen Haymitch und Silka. Sie wird am sechsten Tag von Haymitch stark geschwächt aufgefunden und einen Tag später getarnt, in seiner Abwesenheit aber von Silka entdeckt und enthauptet.                                                               |
| 6        | ♀ Velo            | Beide werden im Blutbad am Füllhorn zu Beginn getötet. |
| 6        | ♂ Miles           | Beide werden im Blutbad am Füllhorn zu Beginn getötet. |
| 6        | ♂ Atread          | Stirbt durch den Vulkanausbruch in der dritten Nacht. |
| 7        | ♀ Autumn          | Beide werden am fünften Tag von Silka und Maritte getötet. |
| 7        | ♀ Ringina         | Beide werden am fünften Tag von Silka und Maritte getötet. |
| 7        | ♂ Bircher         | Beide werden im Blutbad am Füllhorn zu Beginn getötet. |
| 7        | ♂ Heartwood       | Beide werden im Blutbad am Füllhorn zu Beginn getötet. |
| 8        | ♀ Alawna          | Alle vier Tribute werden im Blutbad am Füllhorn zu Beginn getötet. |
| 8        | ♀ Notion          | Alle vier Tribute werden im Blutbad am Füllhorn zu Beginn getötet. |
| 8        | ♂ Ripman          | Alle vier Tribute werden im Blutbad am Füllhorn zu Beginn getötet. |
| 8        | ♂ Wefton          | Alle vier Tribute werden im Blutbad am Füllhorn zu Beginn getötet. |
| 9        | ♀ Kerna           | Alle vier Tribute werden im Blutbad am Füllhorn zu Beginn getötet. |
| 9        | ♀ Midge           | Alle vier Tribute werden im Blutbad am Füllhorn zu Beginn getötet. |
| 9        | ♂ Clayton         | Alle vier Tribute werden im Blutbad am Füllhorn zu Beginn getötet. |
| 9        | ♂ Ryan            | Alle vier Tribute werden im Blutbad am Füllhorn zu Beginn getötet. |
| 10       | ♀ Lannie          | Beide werden im Blutbad am Füllhorn zu Beginn getötet. |
| 10       | ♀ Peeler          | Beide werden im Blutbad am Füllhorn zu Beginn getötet. |
| 10       | ♂ Buck            | Wird am fünften Tag von einer stachelschweinähnlichen Mutation getötet, die ihm Giftstacheln in den Körper schießt. |
| 10       | ♂ Stamp           | Stirbt durch den Vulkanausbruch in der dritten Nacht. |
| 11       | ♀ Blossom         | Stirbt durch den Vulkanausbruch in der dritten Nacht. |
| 11       | ♀ Chicory         | Beide werden am fünften Tag von einer stachelschweinähnlichen Mutation getötet, die ihnen Giftstacheln in den Körper schießt. |
| 11       | ♂ Hull            | Beide werden am fünften Tag von einer stachelschweinähnlichen Mutation getötet, die ihnen Giftstacheln in den Körper schießt. |
| 11       | ♂ Tile            | Wird im Blutbad am Füllhorn zu Beginn getötet. |
| 12       | ♀ Louella/Lou Lou | Louella stirbt bereits vor Beginn der Spiele durch einen Unfall bei der Wagenparade. Statt ihr wird ein unter Drogen gesetztes Mädchen, Lou Lou genannt, als Double in die Arena geschickt. Lou Lou stirbt am zweiten Tag, als sie giftigen Blütenstaub einatmet.                                                        |
| 12       | ♀ Maysilee        | Wird am sechsten Tag von flamingoähnlichen Mutationen getötet, nachdem sie eine Spielmacherin getötet hat. |
| 12       | ♂ Wyatt           | Stirbt im Blutbad am Füllhorn zu Beginn. Er wird beim Versuch, Lou Lou zu beschützen, von Panache mit einem Schwert getötet. |
| 12       | ♂ Haymitch        | Trotz mehrerer Versuche, die Arena zu sabotieren, überlebt Haymitch die Hungerspiele und wird deren Sieger. Nach dem finalen Kampf mit Silka, in dem er schwer verletzt wird, wirft er in märtyrischer Absicht eine Bombe auf den Generator der Arena, wird aber rechtzeitig aus der Arena geholt und am Leben gehalten. |

## Hintergrund
Collins ließ sich von einem Buch des schottischen Philosophen David Hume inspirieren, insbesondere von dessen Ideen zur impliziten Unterwerfung und „der Leichtigkeit, mit der die Vielen von den Wenigen regiert werden“. Fragen rund um den Einsatz von Propaganda und die Macht medialer Narrative inspirierten Collins auch dazu, in ihrem kommenden Roman das Konzept „real oder nicht real?“ zu untersuchen.

## Verfilmung
Im Juni 2024, parallel zur Ankündigung des Romanes, wurde die Verfilmung durch Lionsgate angekündigt. Der Kinostart in den Vereinigten Staaten ist für den 20. November 2026 geplant. Als Regisseur soll erneut Francis Lawrence fungieren, der bereits die Vorgängerfilme inszenierte. Das Drehbuch soll durch Billy Ray adaptiert werden. Die Dreharbeiten sollen im Juli 2025 in Deutschland beginnen. Die Hauptrolle des Haymitch Abernathy wurde mit Joseph Zada besetzt, während Haymitchs Freundin Lenore Dove Baird von  Whitney Peak gespielt wird.